# 北解県
北解県（ほくかい-けん）は中華人民共和国山西省にかつて存在した県。現在の運城市臨猗県南西部に相当する。
前漢により設置された解県を前身とする。南北朝時代になると北魏により北解県と改称された。北周により廃止されている。
河東柳氏の本籍地の解県は、現在の運城市永済市に相当する。